# بریجر
بریجر، شهرکی است در شهرستان کربن در ایالت مونتانا. این بخشی از بیلینگز، مونتانا متروپولیتن آماری منطقه است. جمعیت این شهر ۷۴۵ نفر در سرشماری سال ۲۰۰۰ بوده است.

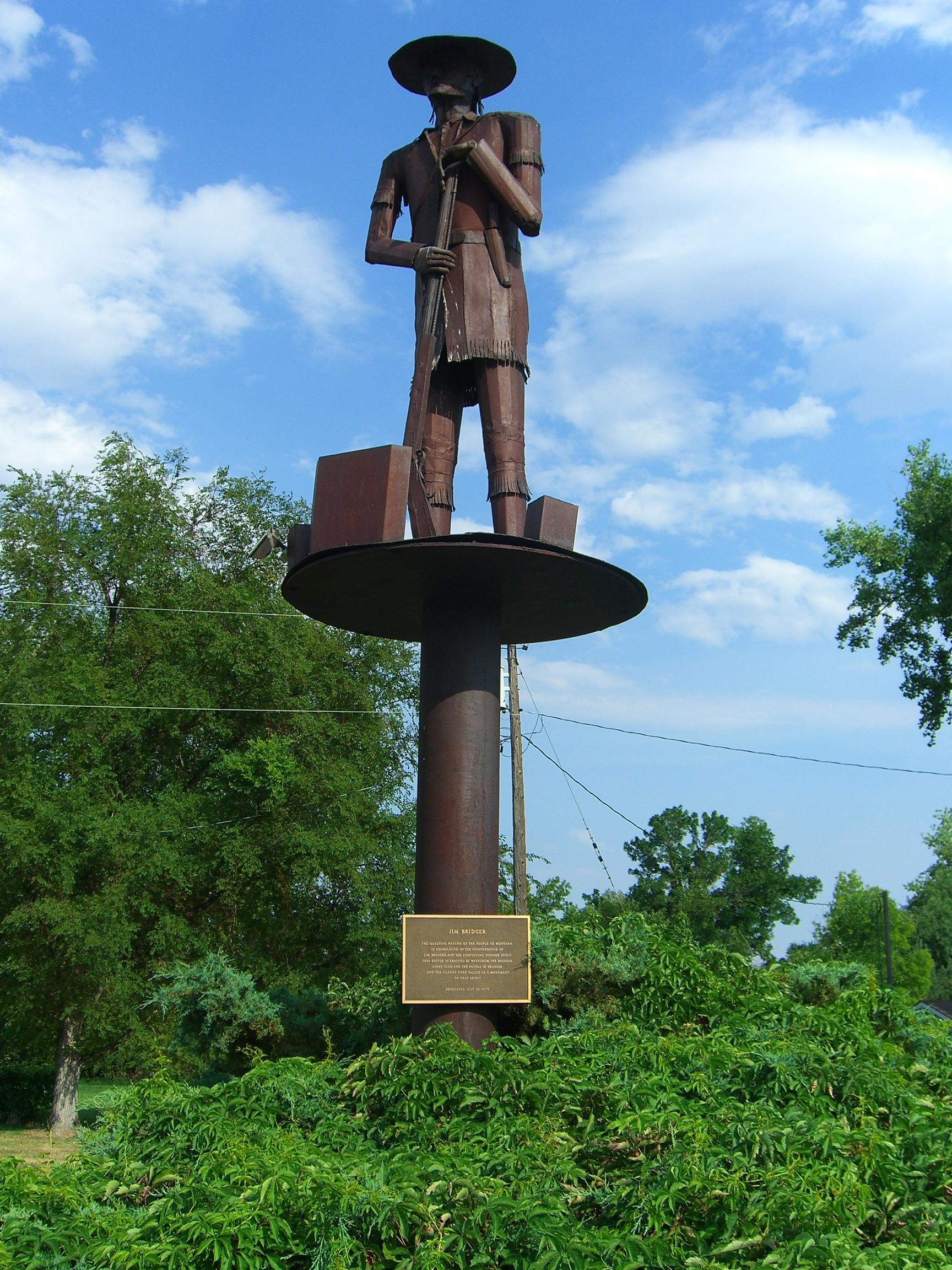
تندیس جیم بریجر در شهر بریجر، مونتانا